# Isomyia pachys
Isomyia pachys är en tvåvingeart som beskrevs av Liang 1991. Isomyia pachys ingår i släktet Isomyia och familjen Rhiniidae. Inga underarter finns listade i Catalogue of Life.